# Elsadig Hassan
Elsadig Hassan Musa (ur. 4 września 1996) – sudański piłkarz grający na pozycji środkowego obrońcy. Od 2021 jest zawodnikiem klubu Al-Shorta Al-Qadarif.

## Kariera klubowa
Swoją karierę piłkarską Hassan rozpoczął w klubie Al-Jerif Chartum, w barwach którego zadebiutował w 2012 roku. W 2014 przeszedł do Al-Ahly Shendi, w którym grał do 2018 roku. W sezonie 2017 zdobył z nim Puchar Sudanu. W latach 2018–2021 grał w Al-Ahly Merowe, a latem 2021 przeszedł do Al-Shorta Al-Qadarif.

## Kariera reprezentacyjna
W reprezentacji Sudanu Hassan zadebiutował 30 grudnia 2021 w przegranym 2:3 towarzyskim meczu z Etiopią, rozegranym w Limbé. W 2022 roku został powołany do kadry na Puchar Narodów Afryki 2021. Na tym turnieju rozegrał jeden mecz grupowy, z Egiptem (0:1).